# Зграда ОШ „Јанко Веселиновић” Шабац
Зграда Основне школе „Јанко Веселиновић“ у Шапцу, подигнута је за потребе основне школе крајем 19. века. Зграда школе због свог значаја је непокретно културно добро као споменик културе од великог значаја.

## Историјат
Средином 19. века Шабац је био други град по важности у целој Србији. У односу на број становника Шабац је имао највећи број ученика и учитеља, одмах после Београда. Без обзира на дилеме када је школа у тадашњој Београдској улици сазидана, зна се из једног документа, којим је шабачка општина обавестила Министарство просвете, да је почела са радом 1893. Министарство просвете потврђује захтев и одређује да школа наси назив “школа у Београдској улици”. Од школске 1906/1907. године овај назив се мења у Основна школа у Карађорђевој улици, који остаје све до 1930. године. Од 1931. године је названа: “Шабачка основна школа Стева Д. Поповић”, а од 1933. званични назив је: “Државна народна школа Стева Д. Поповић”. Међутим између два светска рата ова школа се у народу звала: “Доњошорска основна школа”.

## Изглед зграде
Спратно здање је повучено неколико метара од регулационе линије улице. Пројектована је по академским постулатима у духу еклектике. Зграда има основу у облику ћириличког слова Г, где дужи део зграде, дубоко продире у двориште, а краћи крак је постављен фронтално у односу на улицу. Улична фасада је украшена већим бројем високих прозорских отвора са надпрозорским и подпрозорским венцима. Фасаду пресеца по средини хоризонтални венац, а у врху је кровни венац кога носи низ конзола. Приземни и спратни део су идентични: прозорски отвори су груписани по три у низу, са већим размаком између група. Улаз у школску зграду постављен је уз десну ивицу уличне фасаде. Изнад њега прозорски отвор изнад кога је украс у облику тимпанона са преломљеним луком. Оба отвора (и доњи и горњи) уоквирује пар пиластра са декоративним капителима. Идентичну компизицију имамо и на супротном, левом делу, с тим што у доњем, приземном делу, уместо улаза стоји прозорски отвор. Кров је на две воде са бибер црепом као прекривачем.